# Steinmehlen

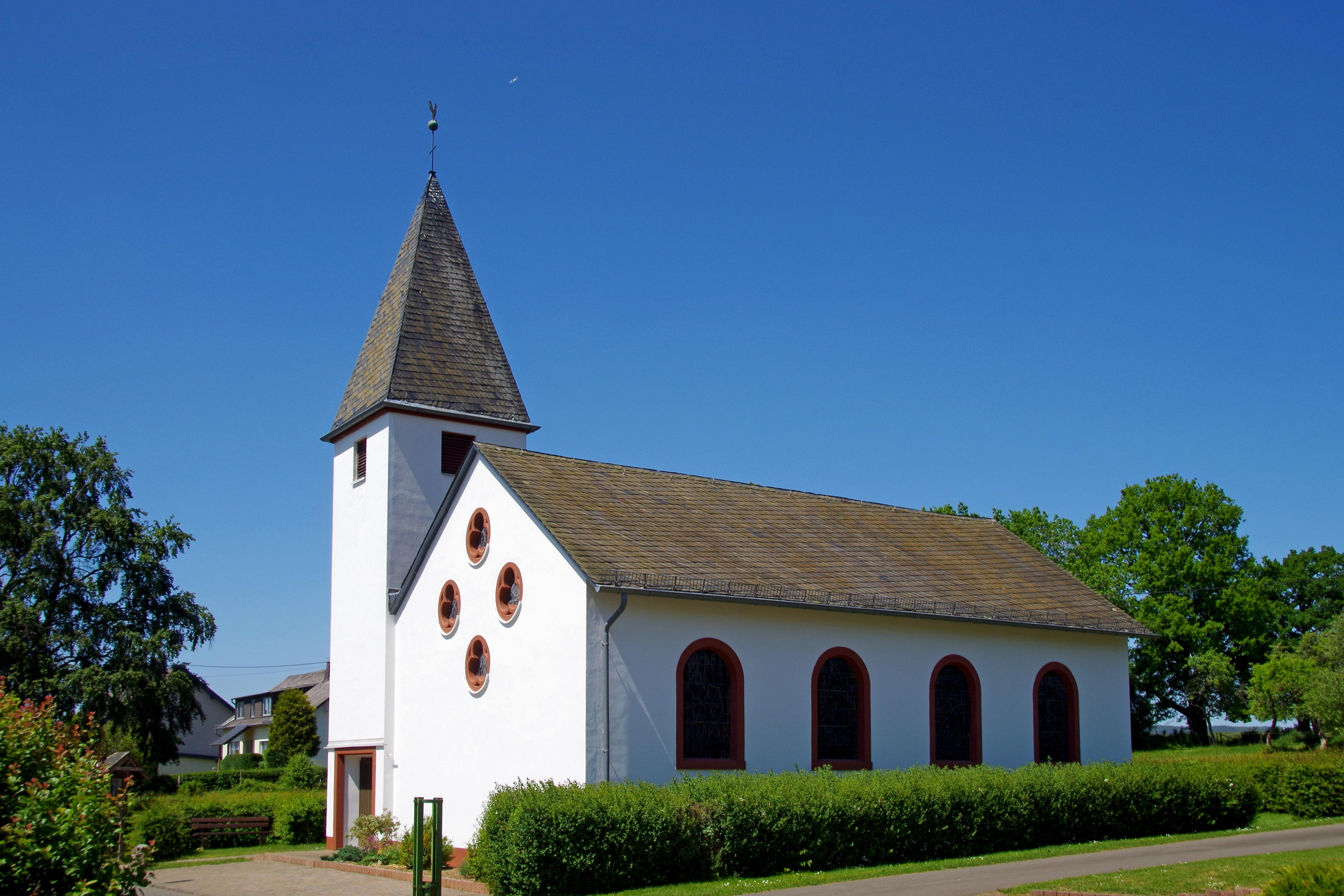
Kapelle zum Dulder Job (1963), Ostansicht

Steinmehlen ist ein Stadtteil der Stadt Prüm im Eifelkreis Bitburg-Prüm in Rheinland-Pfalz.

## Geographische Lage
Steinmehlen liegt im Tal des Mehlenbachs, der östlich des Ortes vorbeifließt. Durch den Ort verläuft die K 111. Nachbarorte sind Weinsfeld im Süden, Herscheid und Sellerich im Norden, im Nordosten Niedermehlen und im Osten Prüm und Niederprüm. Außerdem liegt der Ort in der Schneifel.

## Geschichte
Vermutlich ist Steinmehlen bereits vor 816 entstanden. Erstmals urkundlich erwähnt wurde das Dorf im Jahr 1190 als Steinmuhlen.
Am 1. Januar 1974 wurde die bis dahin eigenständige Gemeinde Steinmehlen in die Stadt Prüm eingemeindet.

## Kultur und Sehenswürdigkeiten
- Die römisch-katholische Kapelle zum Dulder Job (geduldigen Hiob) von 1963
- Vier historische Wegekreuze auf dem Gemeindegebiet sowie ein Friedhofskreuz

## Bevölkerungsentwicklung
| Jahr | Einwohnerzahl |
| ---- | ------------- |
| 1933 | 80            |
| 1939 | 89            |
| 2014 | 78            |